# مايكل روبنسون (لاعب كرة قدم أمريكية أمريكي)
مايكل روبنسون (بالإنجليزية: Michael Robinson)‏ هو لاعب كرة قدم أمريكية أمريكي، ولد في 24 يونيو 1973 في ريتشموند في الولايات المتحدة.